# Le Puy-en-Velay
Le Puy-en-Velay is een gemeente in het Franse departement Haute-Loire (regio Auvergne-Rhône-Alpes). De gemeente telde 18.989 inwoners op 1 januari 2022. De plaats is de prefectuur (hoofdplaats) van het departement en ook van het arrondissement Le Puy-en-Velay.
Het aanzicht van de stad wordt gedomineerd door twee vulkanische pluggen. Op de ene rots staat een kapel en op de ander een groot Madonnabeeld. Le Puy-en-Velay is een bekende verzamel- en startplaats voor pelgrims. In Le Puy-en-Velay kwamen en komen diverse historische pelgrimsroutes samen om van daaruit verder te gaan naar Santiago. De Notre-Damekathedraal en het Hôtel-Dieu Saint-Jacques staan op de Werelderfgoedlijst van Pelgrimsroutes in Frankrijk naar Santiago de Compostella.

## Geschiedenis
Volgens de legende is de stad gesticht in de 5e eeuw. De Maagd Maria zou toen verschenen zijn bovenop een rots om een vrouw die leed aan hevige koorts te genezen. Op de plaats van deze verschijning, "la pierre des fièvres" (de koortssteen), werd dan een heiligdom gebouwd, de latere kathedraal. Le Puy werd een bisdom en een mariaal bedevaartsoord waar mensen heentrokken om genezing te vinden. Rond dit bedevaartsoord op de Mont Anis ontwikkelde zich de stad. Vanaf de 10e eeuw ontwikkelden zich ook de bedevaarten naar Santiago de Compostella en de stad werd een verzamelpunt voor deze bedevaarten. Hieraan dankte de stad haar rijkdom. In de 10e eeuw werd bovenop steile rots de kapel Saint-Michel d'Aiguilhe gebouwd door bisschop Godescalc en het kathedraalkapittel. In de 12e eeuw werd de kathedraal uitgebreid tot boven de afgronden van de rots waarop ze gebouwd is om de talrijke pelgrims te kunnen ontvangen. Daarnaast ontwikkelde zich in de stad ook een nijverheid van goudsmeedkunst en kantproductie. Verder waren er in de stad leerlooierijen en smederijen. Ook als handelsplaats was Le Puy-en-Velay belangrijk en goederen werden aangevoerd met muilezels. De rijke burgers van de stad bouwden statige burgerhuizen.
In 1860 werd bovenop de Rocher Corneille een 22,7 meter hoog Mariabeeld opgericht, Notre-Dame de France. Hierbij werd het metaal van 213 omgesmolten Russische kanonnen gebruikt, geschonken door Napoleon III.

## Geografie
De oppervlakte van Le Puy-en-Velay bedroeg op 1 januari 2022 16,79 vierkante kilometer; de bevolkingsdichtheid was toen 1.131 inwoners per km².
Le Puy-en-Velay bestaat uit een benedenstad en een bovenstad, die is gebouwd op de Mont Anis. Daarnaast zijn er twee vulkanische pluggen, Rocher d'Aiguilhe (die 82 meter boven de stad uitsteekt met daarop een kapel) en Rocher Corneille (met daarop een Mariabeeld). Door de gemeente stroomt de rivier Dolaizon.
De onderstaande kaart toont de ligging van Le Puy-en-Velay met de belangrijkste infrastructuur en aangrenzende gemeenten.

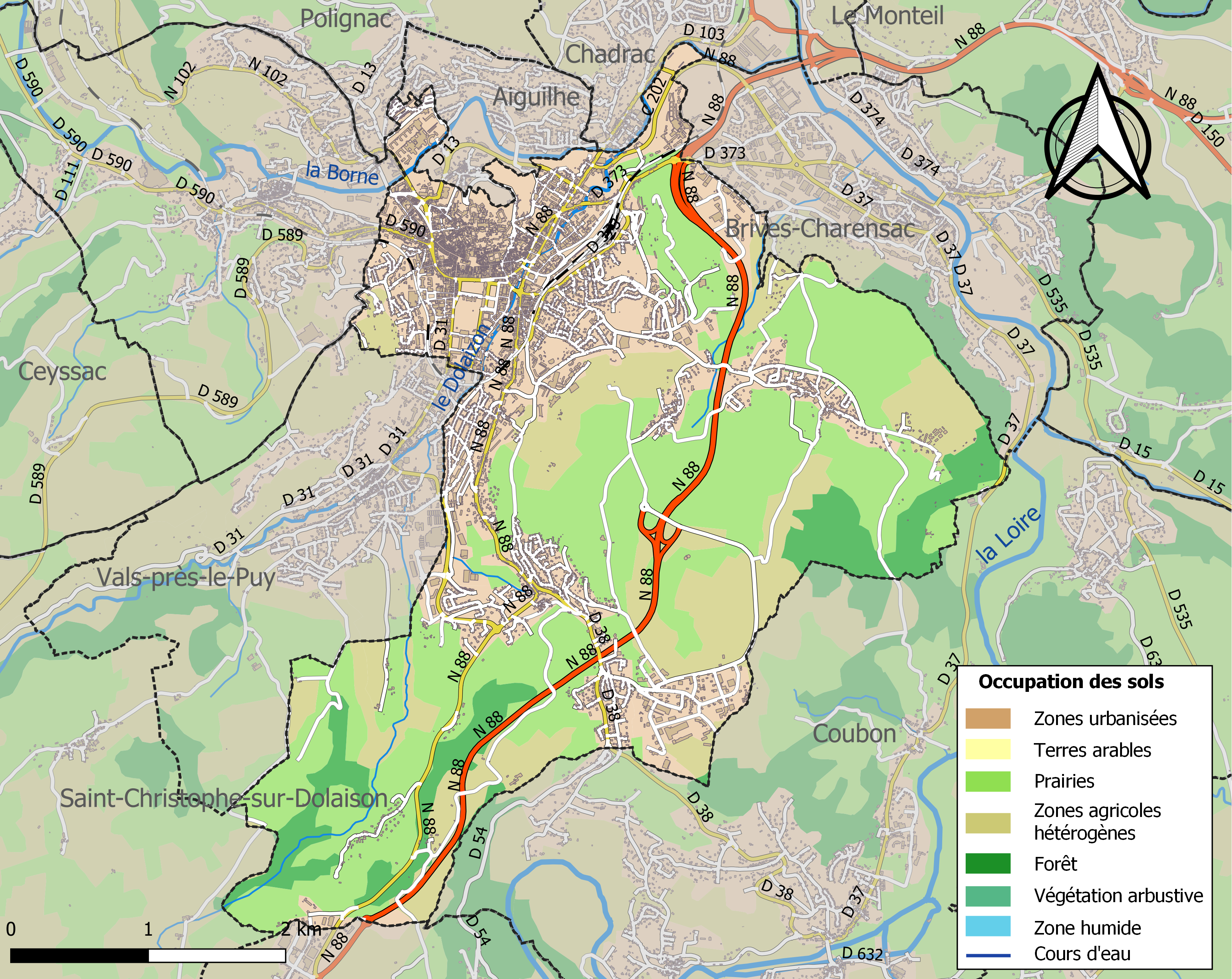

## Demografie
Onderstaande figuur toont het verloop van het inwonertal (bron: INSEE-tellingen).

## Verkeer en vervoer
Le Puy-en-Velay is de thuishaven van Hex'Air, met lijnvluchten op Parijs en Lyon. Station Le Puy-en-Velay ligt aan de lijn van Saint-Georges-d'Aurac (alwaar aansluiting op treinen richting Clermont-Ferrand en Nîmes) naar Saint-Étienne en Lyon. 

## Sport
Le Puy-en-Velay was drie keer etappeplaats in de wielerkoers Tour de France. Twee keer was het startplaats van een etappe en drie keer was Le Puy-en-Velay aankomstplaats. De drie winnaars in Le Puy-en-Velay zijn Zwitser Pascal Richard in 1996, Italiaan Giuseppe Guerini in 2005 en Nederlander Bauke Mollema in 2017.

## Geboren
- Clémentine Batta (1819-1880), componiste
- Jules Vallès (1832-1885), schrijver, journalist en politicus
- Michel Peyrelon (1936-2003), acteur
- Grégory Coupet (1972), voetballer
- Sidney Govou (1979), voetballer
- Marion Bartoli (1984), tennisster
- Jérémy Perbet (1984), voetballer
- Hugo Bargas (1986), voetballer

## Afbeeldingen

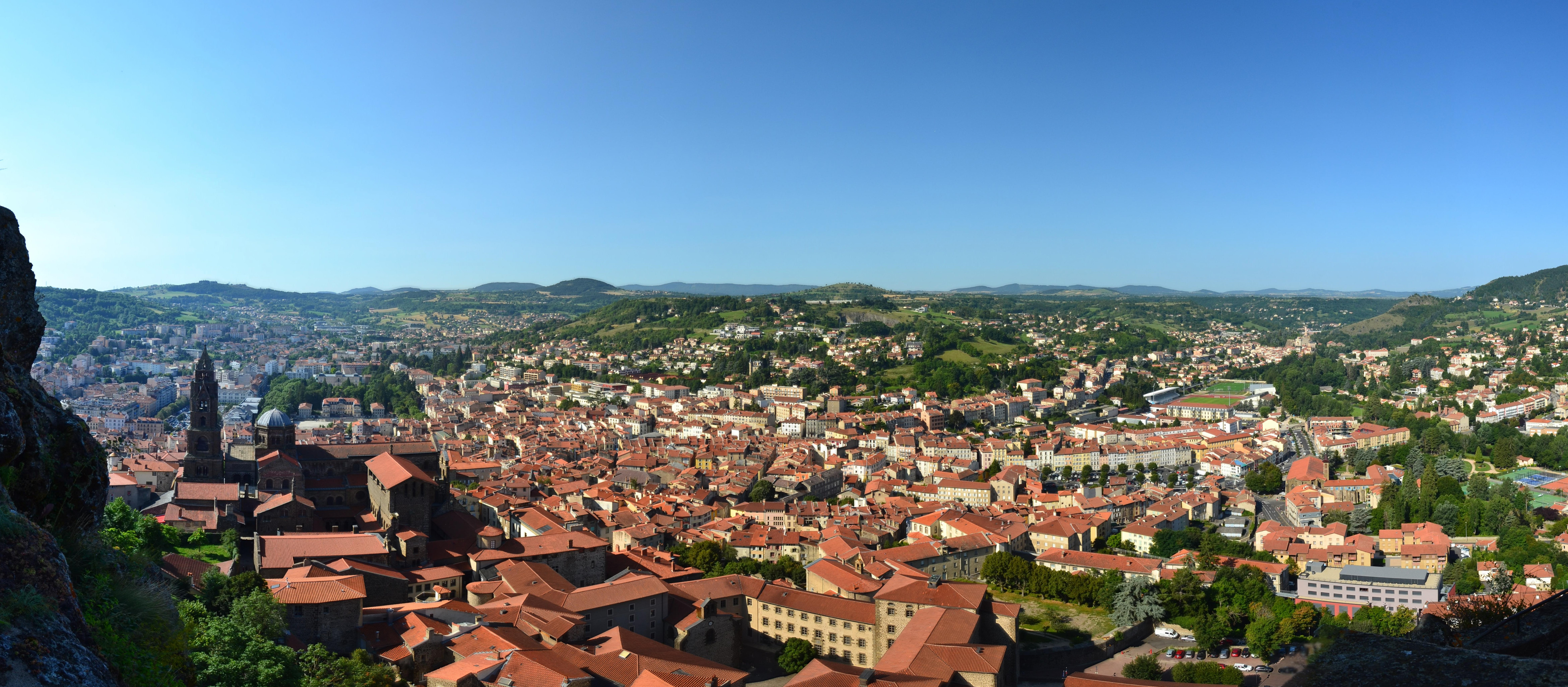
Gezicht op Le Puy in zuidwestelijke richting
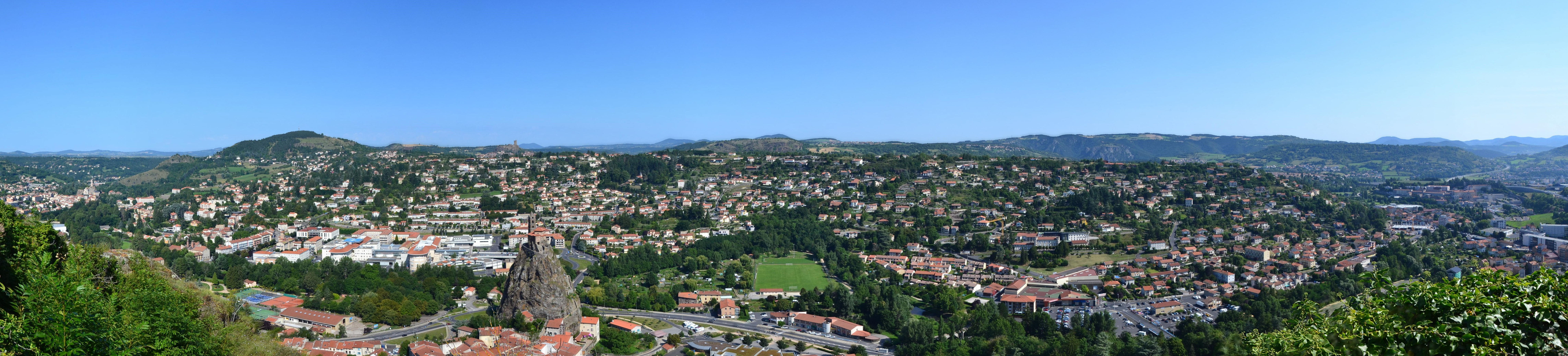
Gezicht op Le Puy in noordelijke richting
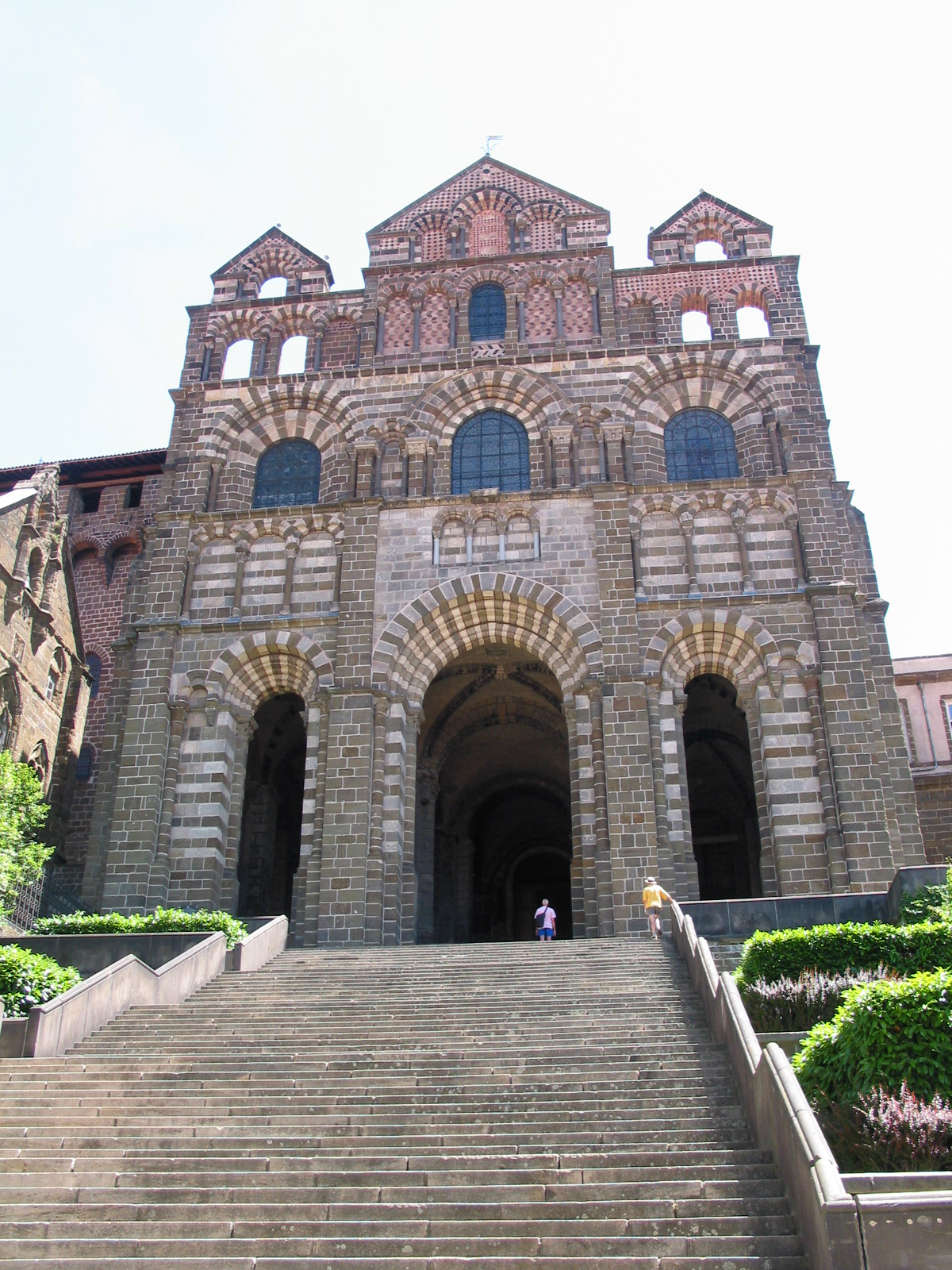
De kathedraal
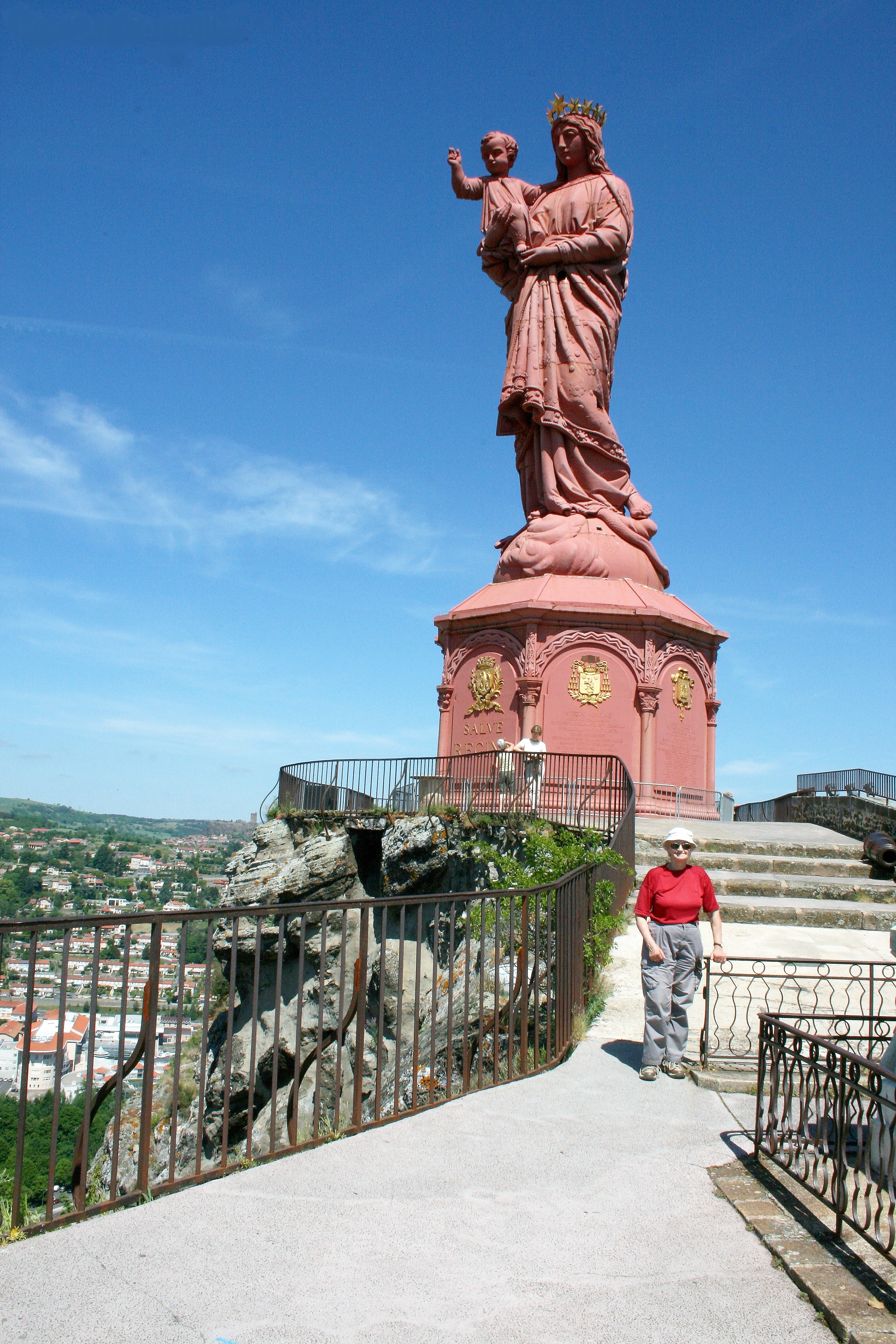
Standbeeld van Notre-Dame de France op de Rocher Corneille
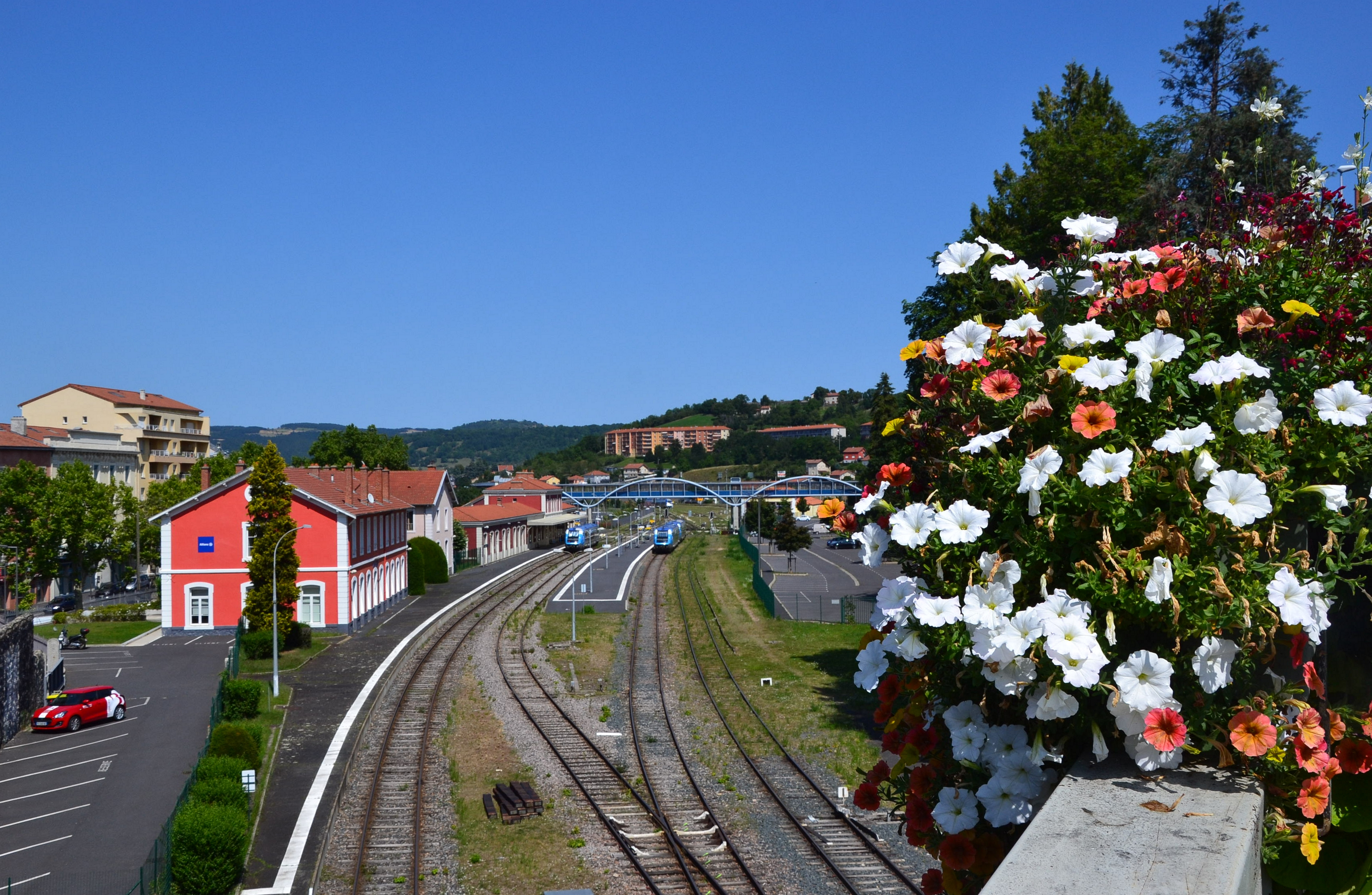
Station Le Puy-en-Velay
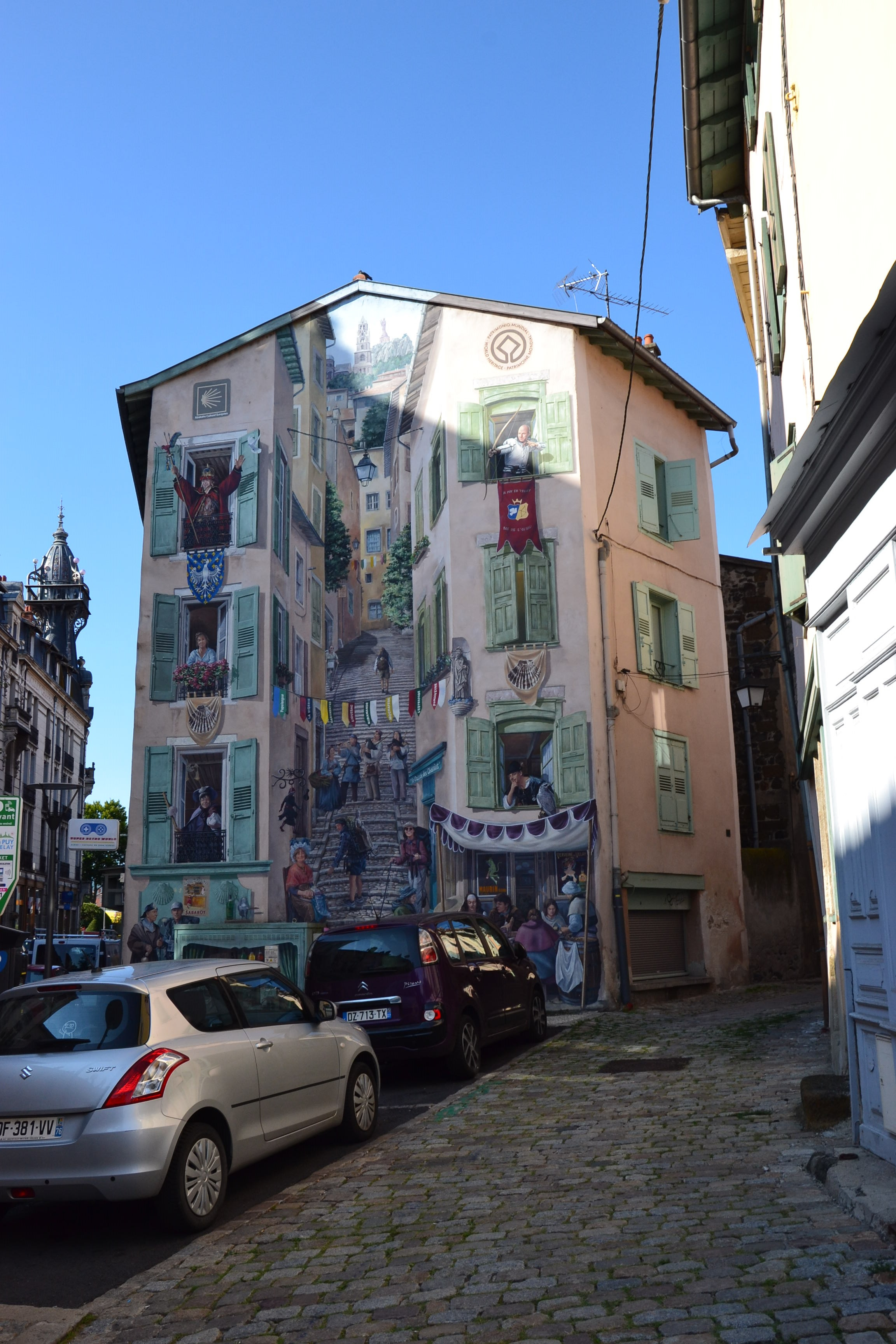
Trompe-l'oeil in de Rue Droite